# ماری کنت کلر
مری کنت کلر (انگلیسی: Mary Kenneth Keller؛ ۱۷ دسامبر ۱۹۱۳ – ۱۰ ژانویهٔ ۱۹۸۵) خواهر روحانی، آموزگار و از پیشگامان مهندسی رایانه اهل ایالات متحده آمریکا بود. او و ایروینگ سی. تنگ نخستین دو نفری بودند که در رشتهٔ علوم رایانه دکترا گرفتند.